# Somatogyrus tenax
Somatogyrus tenax е вид коремоного от семейство Hydrobiidae. Видът е почти застрашен от изчезване.

## Разпространение
Разпространен е в САЩ (Джорджия).